# Aizarotz
Aizarotz (Aizároz en espagnol) est un village situé dans la commune de Basaburua dans la Communauté forale de Navarre, en Espagne.
Ce hameau qui ne comptait qu'une dizaine de personnes et une seule famille jusqu'en 2004, a vu par la création de rues et de plusieurs édifices sa population monter jusqu'à 184 habitants en 2020. Excepté les anciennes fermes, le village actuel est nouveau et désormais le plus peuplé de la municipalité. Par contre, il n'y a ni église, ni bâtiment administratif.
Aizarotz est situé dans la zone linguistique bascophone de Navarre.
Si les autres villages, historiquement et administrativement sont organisés en conseils, Aizarotz est quant à lui directement lié à la municipalité de Basaburua. Il n'est pas un conseil. 

## Gentilés
Le nom des habitants d'Aizarotz est Aizaroztar, mais avec l'arrivée massive de nouveaux habitants qui composent la vaste majorité de la population, ces derniers utilisent le sobriquet de Kolonoar.

## Histoire
Aizarotz était traditionnellement l'enclave d'une ancienne fonderie, déjà mentionnée en 1280 et 1366 sous les noms de "Aiçaraz" et "Aiçaroz". Autour de cette fonderie sont construites quelques maisons éparses dont l'une possède une chapelle pour faciliter les fonctions religieuses des habitants. 

## Géographie
Le village se situe à 38 km de Pampelune et 55 km de Saint-Sébastien. Le long du village coule la rivière Artius erreka (rivière d'Artius).

## Démographie
83 personnes vivaient en 1858, 23 en 1887, 55 en 1930, 65 en 1940, 53 en 1950, 40 en 1960, 30 en 1970, 24 en 1981 et 18 en 1986.
| 2000 | 2001 | 2002 | 2003 | 2004 | 2005 | 2006 | 2007 | 2009 | 2011 | 2013 | 2015 | 2017 | 2019 | 2020 |
| ---- | ---- | ---- | ---- | ---- | ---- | ---- | ---- | ---- | ---- | ---- | ---- | ---- | ---- | ---- |
| 12   | 11   | 11   | 10   | 10   | 43   | 118  | 139  | 160  | 178  | 185  | 187  | 180  | 184  | 184  |

## Langues
En 2011, 67.2% de la population de Basaburua ayant 16 ans et plus avait le basque comme langue maternelle. La population totale située dans la zone bascophone en 2018, comprenant 64 municipalités dont Basaburua, était bilingue à 60.8%, à cela s'ajoute 10.7% de bilingues réceptifs.

## Personnalité liée à la municipalité
- Luzia Goñi (1928-2020) bertsolaria.

## Galerie

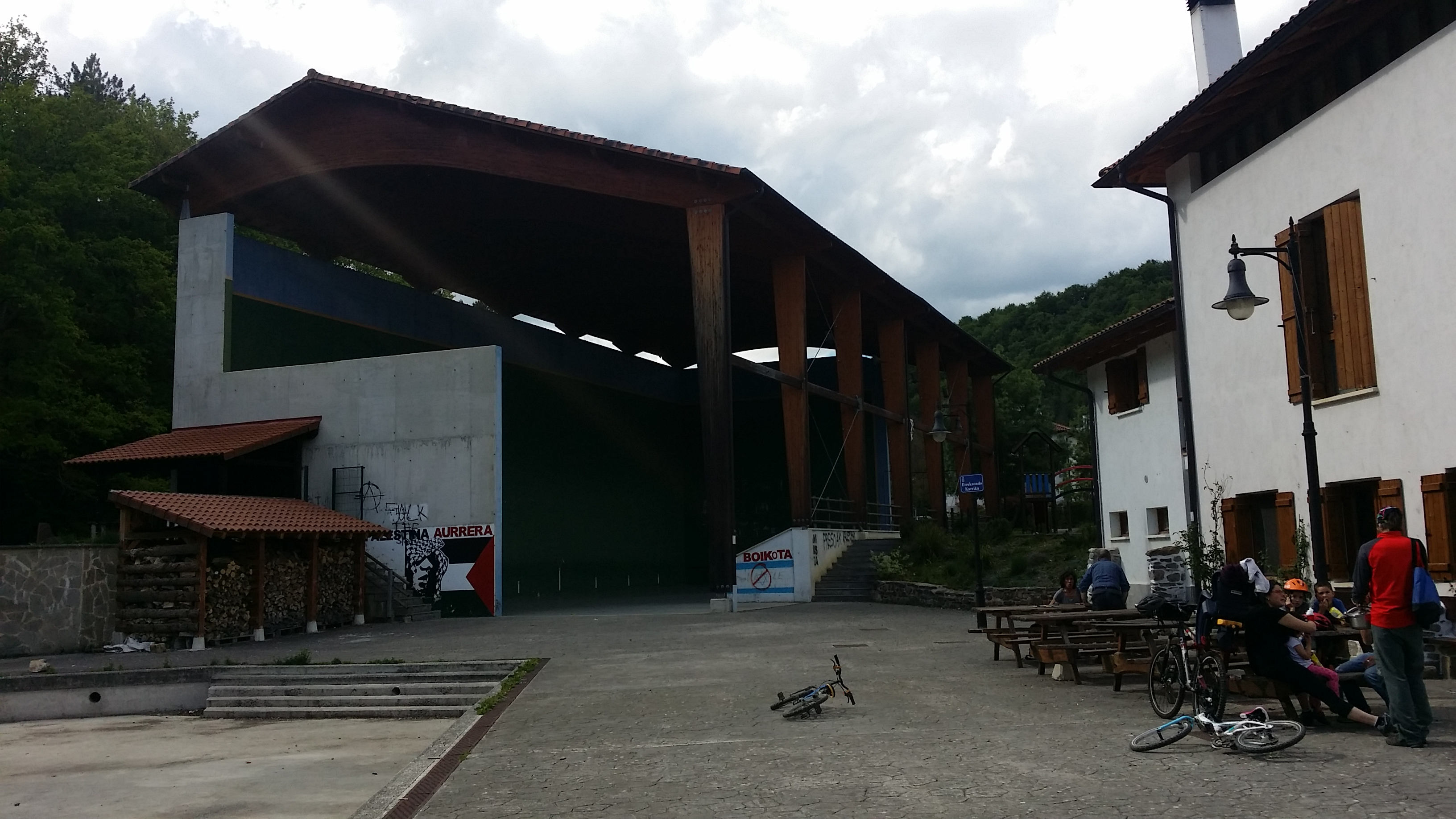
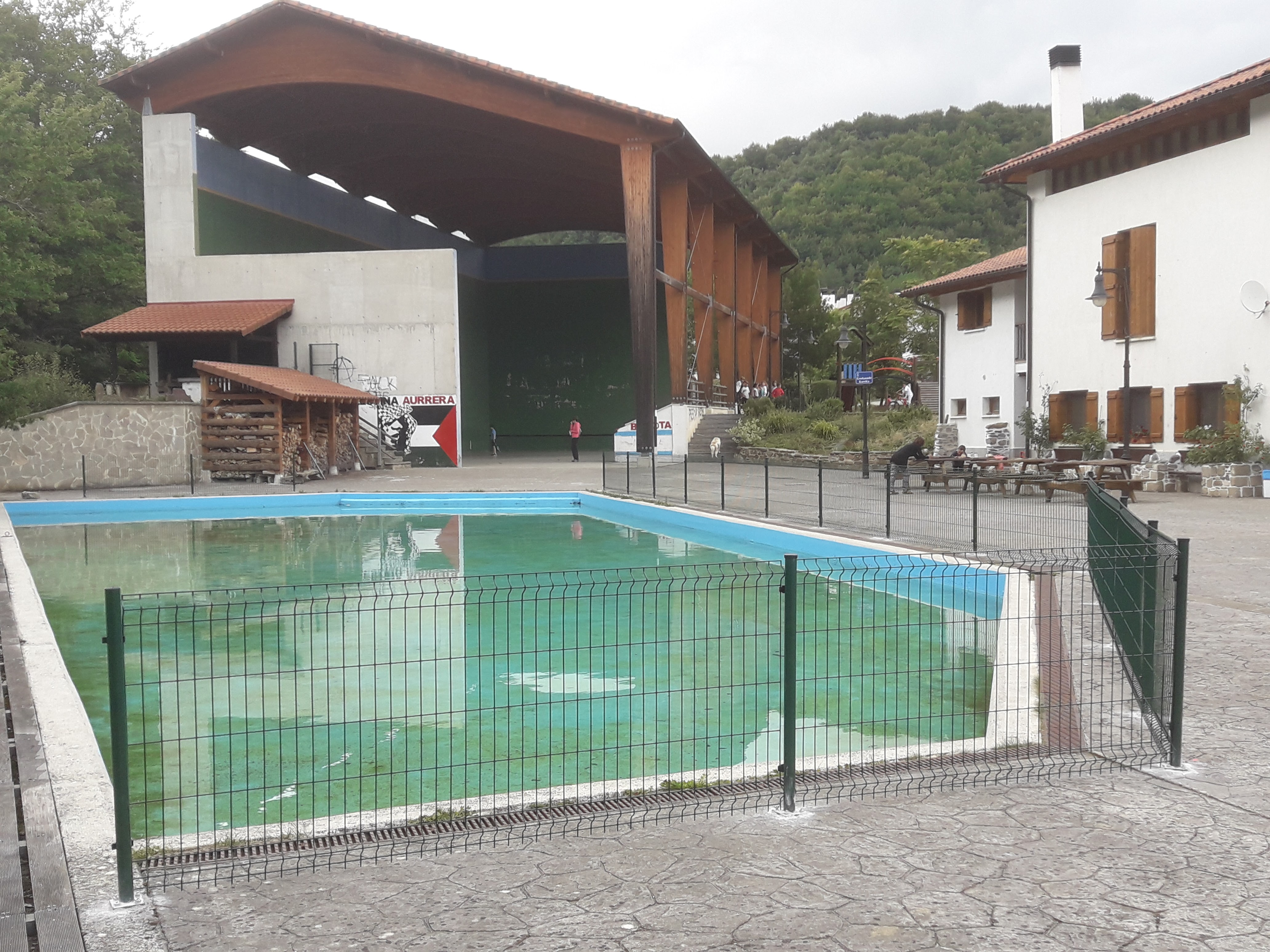
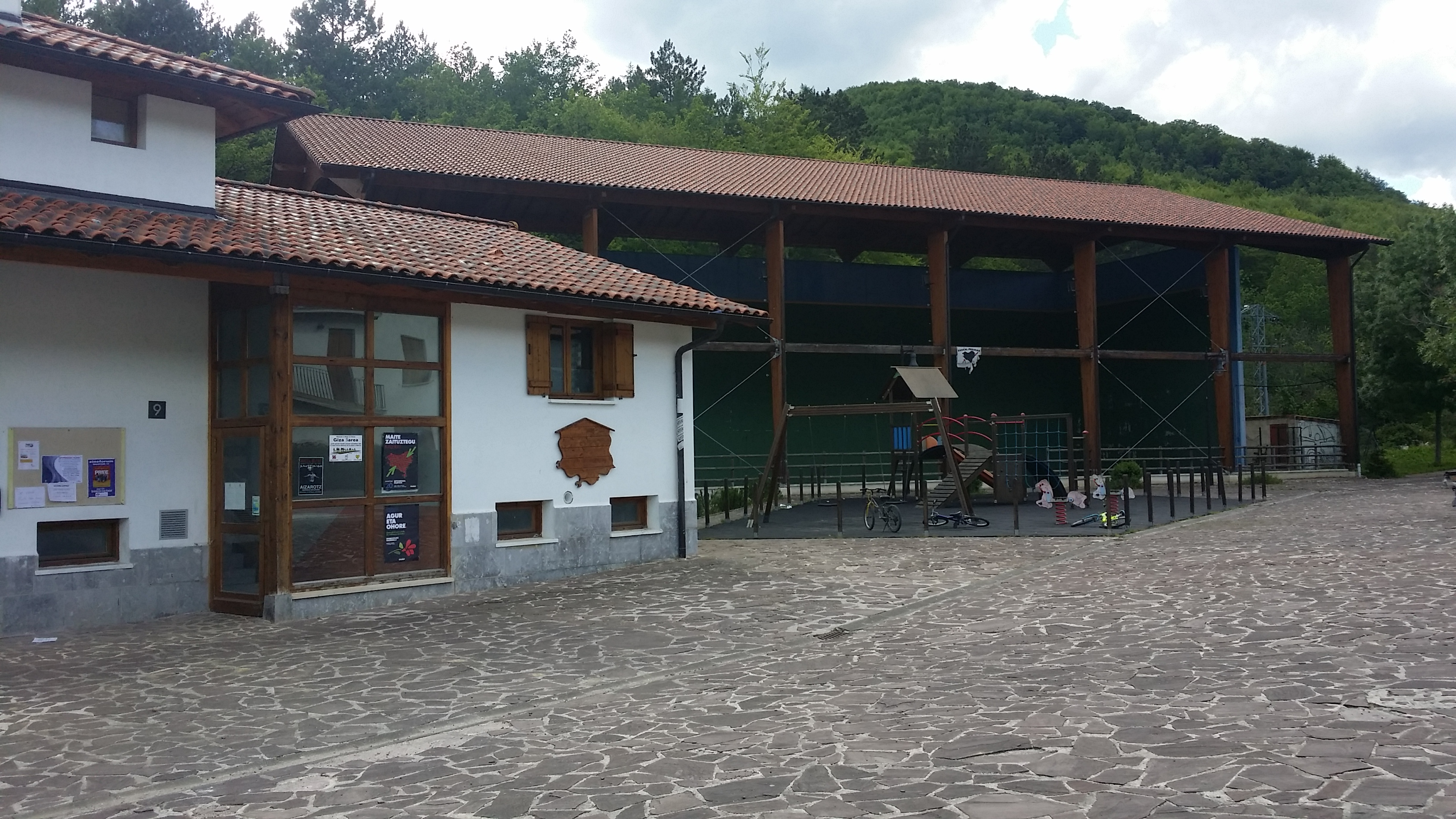
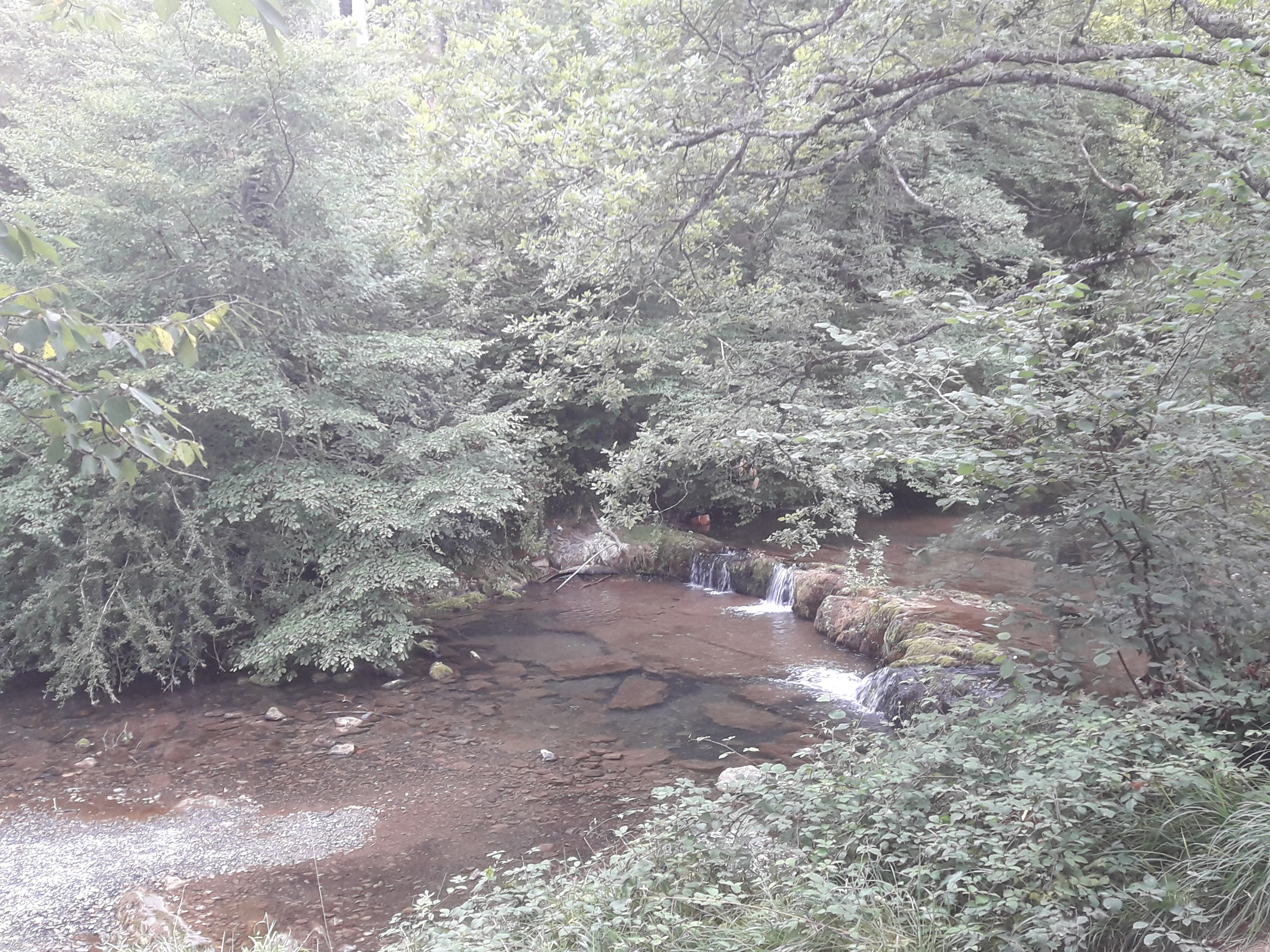